# Maria Konopnicka
Maria Stanisława Konopnicka, född Wasiłowska 23 maj 1842 i Suwałki, död 8 oktober 1910 i Lwów, var en polsk poet, romanförfattare, översättare och essäist. Hon använde sig ofta av nom de plumes, bland dem "Jan Sawa", "Marko" och "Jan Waręż".
År 1855 i Warszawa träffade hon Eliza Pawlowska, blivande Orzeszkowa och deras vänskap varade ända fram till Marias död. År 1862 gifte hon sig med Jaroslaw Konopnicki som var 12 år äldre. Makarna flyttade till Bronow och därefter bodde de utomlands i några år. År 1872 flyttade de till Gusin. Maria kunde inte acceptera begränsningar som äktenskapet medförde, i synnerhet ville hon inte vara ekonomiskt beroende av sin man och trivdes ej med hemmafrurollen. Jaroslaw var i sin tur mycket negativt inställd till Marias författarambitioner. I Gusin skrev Maria sin första dikt som fick mycket bra recensioner av Henryk Sienkiewicz. Det var då Maria började inse att hon hade en författartalang och hon bestämde sig att ta sitt liv i sina egna händer.  År 1876 lämnade hon sin man och flyttade tillsammans med barnen tillbaka till Warszawa där hon försörjde sig genom att ge privatlektioner.
År 1889 träffade hon Maria Dulebianka, sin blivande livskamrat. De levde tillsammans i 20 år.
Konopnicka var en representativ poet under den polska litteraturens positivistiska period. Hennes skrifter berörde många frågor som ledde samhället på hennes tid och påverkade därmed nästa generation polska poeter och romanförfattare.
Hon är begravd på Lychakiv-kyrkogården i Lviv.

## Verk

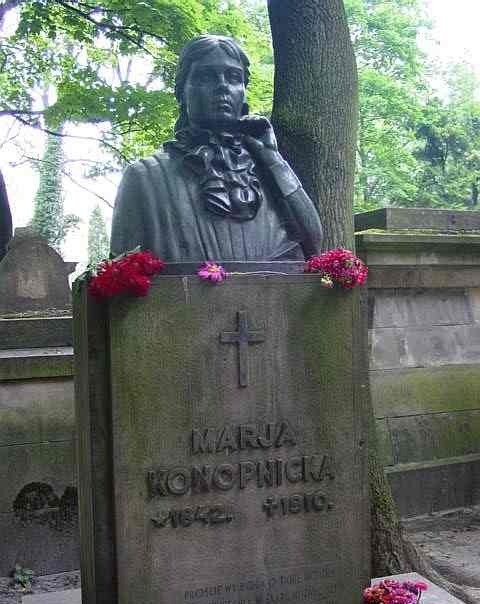
Maria Konopnickas grav i Lviv. Skulptur av Luna Drexlerówna.

### Poesi
- Linie i dźwięki (1897)
- Śpiewnik historyczny (1904)
- Głosy ciszy (1906)
- Z liryk i obrazków (1909)
- Pan Balcer w Brazylii (1910)

### Prosa
- Cztery nowele (1888)
- Moi znajomi (1890)
- Na drodze (1893)
- Ludzie i rzeczy (1898)
- Mendel Gdański

### Barnlitteratur
- Śpiewnik dla dzieci
- O Janku Wędrowniczku, finns på Wikisource
- O krasnoludkach i sierotce Marysi, finns på Wikisource
- Na jagody! (1903), finns på Wikisource — i stort sett ett plagiat av Elsa Beskows Puttes äventyr i blåbärsskogen (1901)

### Dikter
- Rota (1908)
- Stefek Burczymucha
- Wolny najmita